# Anna Gajda
Anna Gajda – polska lekarz weterynarii, doktor habilitowany nauk weterynaryjnych, profesor w Państwowym Instytucie Weterynaryjnym – Państwowym Instytucie Badawczym.

## Kariera naukowa
W 2006 roku w Szkole Głównej Gospodarstwa Wiejskiego w Warszawie uzyskała tytuł lekarza weterynarii. W tym samym roku została zatrudniona w Państwowym Instytucie Weterynaryjnym – Państwowym Instytucie Badawczym, gdzie w 2014 roku uzyskała stopień doktora nauk weterynaryjnych na podstawie rozprawy pt. Pozostałości tetracyklin w produktach pochodzenia zwierzęcego – aspekty analityczne i występowanie zagrożeń, której promotorem był Andrzej Posyniaki. W 2019 roku ten sam instytut nadał jej stopień doktora habilitowanego nauk weterynaryjnych na podstawie pracy pt. Profil zanikania i stabilność tetracyklin w materiale biologicznym pochodzenia zwierzęcego w aspekcie bezpieczeństwa żywności i ochrony zdrowia publicznego.